# Siega Verde
De archeologische site van Siega Verde is een van de belangrijkste voorbeelden van Iberische paleolithische kunst. De site, in de openlucht, is gelegen in de Spaanse provincie Salamanca, op het grondgebied van het gehucht Serranillo (Villar de la Yegua), waar zich de tentoonstelling en een groot deel van het grottencomplex bevinden, Martillán (Villar de Argañán) en Castillejo de Martín Viejo.  
De grot werd op 17 oktober 1988 ontdekt door Manuel Santonja, destijds directeur van het Museum van Salamanca. Hij vond de plek nabij de Águeda-rivier op aanwijzen van een plaatselijke herder. In 2010 kreeg de site de status van Werelderfgoed, als uitbreiding van de reeds eerder erkende Prehistorische rotskunst in de Coa Vallei aan de Portugese kant van de grens. 